# Cayo Flaminio
Cayo o Gayo Flaminio  fue un político y militar de la República romana del siglo III a. C., muerto en 217 a. C. Fue el mayor líder popular que desafió al senado, antes de los Gracos un siglo más tarde.

## Tribuno de la plebe
De acuerdo con los Fasti Capitolinos, era el hijo de un Cayo Flaminio, que es por lo demás desconocido.
Tras la finalización de la primera guerra púnica, Flaminio, un homo novus, se alzó como líder de un movimiento reformista que perseguía la reorganización de la propiedad agraria en la península itálica.
Fue elegido tribuno de la plebe en el año 232 a. C., y, a pesar de la oposición más violenta del Senado y de los optimates, aprobó una ley agraria, ordenando que el ager Gallicus Picenus, que acababa de ser conquistado, debía distribuirse entre los viritim que eran familias pobres plebeyas que se habían arruinado durante la primera guerra púnica.
Según Cicerón, el tribunado de Flaminio y de su ley agraria pertenecen al consulado de Espurio Carvilio Máximo Ruga y Quinto Fabio Máximo, es decir, en el año 228 a. C., o cuatro años más tarde de la fecha indicada por Polibio.
Pero lo relatado por Cicerón es improbable, pues sabemos que en 227 a. C. Flaminio fue pretor, y el partido aristocrático, al cual había ofendido irreconciliablemente por su ley agraria, seguramente nunca le hubiera permitido ser elegido pretor al año siguiente de su tribunado. Cicerón por lo tanto está equivocado, o hay que suponer que Flaminio presentó su proyecto de ley en 232 a. C., y que no se aprobó hasta cuatro años más tarde, pero incluso esta hipótesis no está exenta de dificultades. El partido senatorial no solo abusó de él en todas las formas posibles, sino también lo amenazó con declararlo un enemigo público, y marchar en armas contra él, si seguía agitando a la gente, pero él perseveró.
En una ocasión, sin embargo, mientras arengaba a la gente, su padre lo llamó desde la tribuna, suplicándole que desistiera, y Flaminio cedió ante el requerimiento de su padre.

## Gobernador de Sicilia
En 227 a. C., el año en el que, por primera vez, cuatro pretores fueron elegidos, Flaminio fue uno de ellos, y recibió Sicilia como su provincia. Hizo los deberes de administración a entera satisfacción de sus habitantes, y más de treinta años después, cuando su hijo fue edil curul, los sicilianos acreditaron su gratitud hacia él mediante el envío de un amplio cargamento de cereal a Roma.
En 225 a. C. la guerra contra los galos cisalpinos estalló, cuya causa y origen, en opinión de Polibio, fue la ley agraria de Flaminio, porque los galos del norte de Italia, decía, se habían convencido de que el objeto de los romanos era expulsarlos de sus tierras, o aniquilarlos.

## Consulado
En el tercer año de esta guerra, 223 a. C., fue elegido cónsul Flaminio con Publio Furio Filo, y ambos cónsules marcharon hacia el norte de Italia. No bien hecho esto, el partido aristocrático en Roma ideó un medio para privar a Flaminio de su cargo: declararon que la elección consular no era válida debido a algún defecto en los auspicios, y una carta fue enviada de inmediato al campamento de los cónsules, con órdenes de regresar a Roma.
Pero como todos los preparativos se habían hecho para una gran batalla contra los insubrios en el Addua, la carta quedó sin abrir hasta que la batalla hubo sido ganada. Furio obedeció la orden del senado, pero Flaminio, eufórico por su victoria, continuó la campaña.
Cuando más tarde regresó a Roma, el Senado lo citó para dar cuenta de su desobediencia, pero el pueblo le otorgó un triunfo por su victoria, y después de su celebración, él dejó su magistratura, ya sea porque el tiempo había expirado, o, como Plutarco señala que, al ser obligado por el pueblo a abdicar.

## Censura

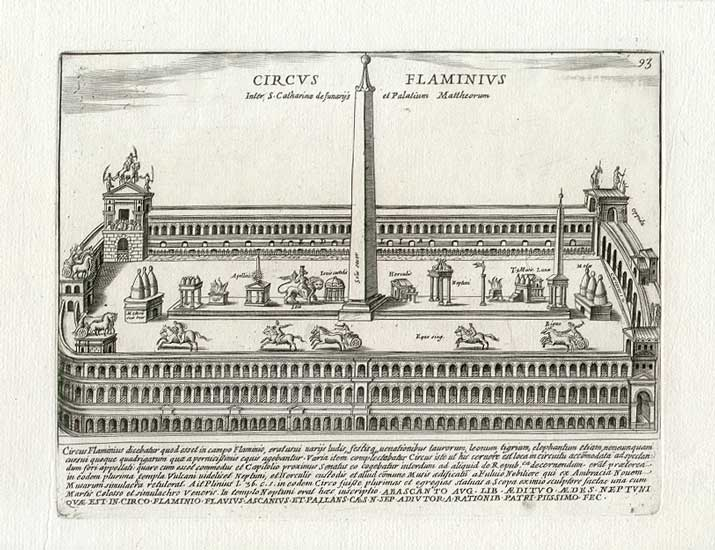
Circus Flaminius, bosquejo. Dibujado por Bartoli; 1699

En 221 a. C. C. Flaminio fue nombrado magister equitum del dictador Marco Minucio Rufo, pero ambos se vieron obligados a dimitir inmediatamente después de su nombramiento, en razón de un chirrido de ratón, que había sido escuchado inmediatamente después de la elección.
El año después de este evento, 220 a. C., Flaminio y Lucio Emilio Papo fueron investidos con la censura, que es conocida en la historia por dos grandes obras, que fueron ejecutadas por Flaminio, y llevaron su nombre, a saber, la construcción del Circo Flaminio en el campo de Marte; y de la Vía Flaminia, un camino que iba de Roma a través de Etruria y Umbría, hasta Ariminum. De una extraña historia recogida por Plutarco, se puede inferir que Flaminio recaudó el dinero necesario para estas empresas por la venta de las tierras recién conquistadas.
Además realizó la fundación de colonias en Cremona y Placentia; y reorganizó los comicios centuriados, para dar más poder a las clases bajas. En 218 a. C., sirviendo en el Senado, fue el único senador que apoyó la lex Claudia, que pretendía prohibir a los senadores participar en el comercio marítimo.

## Batalla del Lago Trasimeno y muerte de Flaminio
Los optimates, que antes de esto lo odiaban, ahora lo abominaban, pero su popularidad entre el pueblo crecía en la misma proporción, en consecuencia, fue elegido cónsul por segunda vez para el año 217 a. C., con Cneo Servilio Gémino.
Se dice, que en lugar de someterse a la instalación solemne en el Capitolio, Flaminio, con sus refuerzos, se dirigió inmediatamente a Ariminum, para hacerse cargo del comando del ejército de su predecesor, Tiberio Sempronio Longo, y allí asumió su magistratura en la forma acostumbrada, con votos y sacrificios.
Este acto era, por supuesto, interpretado por sus enemigos como un desprecio para la práctica religiosa; además de que le dijeron que debería haber permanecido en Roma con el fin de celebrar las Latinae feriæ.
Pero hay dos razones, que serían suficientes para justificar su conducta: en primer lugar, había motivos para temer que sus enemigos actuarían como lo habían hecho en su primer consulado; y en segundo lugar, él podría haber visto que no había tiempo que perder, porque, al parecer, Aníbal ya había comenzado su marcha hacia Etruria, antes de que Flaminio tomara el mando del ejército de su predecesor, de modo que no había tiempo que perder.
Sin embargo, los movimientos de Aníbal y Flaminio difieren según los cronistas. Según Zonaras, Flaminio había llegado a Ariminum, cuando Aníbal iniciaba su marcha, mientras que Tito Livio señala que Flaminio procedió de Ariminum a Arretium, antes de que Aníbal hubiere comenzado a moverse, y dice Polibio que Flaminio marchó desde Roma directamente a Arretium, y no hace ninguna mención a Ariminum. Pero, sin embargo esto puede ser, pues Aníbal había avanzado más al sur que Flaminio, que estaba en Arretium, y desde allí salió en persecución del enemigo, tal vez más imprudente que sabiamente.
En la frontera del lago Trasimeno, Aníbal le obligó a luchar en una fatal batalla, el 23 de junio de 217 a. C., en la que pereció, con la mayor parte de su ejército.
Esta catástrofe de un hombre como Flaminio fue explicada fácilmente por sus enemigos: había en todo momento hecho caso omiso de las advertencias de la religión, y él había abandonado Arretium, dijeron, aunque los signos habían estado en su contra.
Que el juicio de Tito Livio fuere desfavorable a Flaminio no es un motivo de sorpresa, a causa del espíritu que recorre toda su historia, pero de Polibio se podía haber esperado un juicio más imparcial. Hay, sin embargo, sospecha de que Polibio fuera influenciado por su amigo Escipión, que aborrecía a Flaminio, y probablemente solo veían en él un precursor de los Graco.
Luego de la batalla de Trasimeno, sus partidarios en el Senado comenzaron a perder influencia y los romanos comenzaron a temer una invasión de Roma por Aníbal. El Senado eligió entonces dictador a Fabio Máximo.